# 波兰人巴士
波兰人巴士（PolskiBus.com）是一家波兰的快速长途客车公司。该公司由布萊恩·蘇特（Brian Souter）的高地全球運輸（Highland Global Transport）所拥有。波兰人巴士于2011年6月正式开始运营。

## 服务
波兰人巴士于2011年6月开始运营，共有8个路线，18辆车。如今，它不仅在波兰境内的34个城市之间建立了20条连接服务，还建立了国际运输服务，包括柏林，柏林-舍讷费尔德机场，布拉迪斯拉发，布拉格，维也纳，维尔纽斯，利沃夫，德罗霍贝奇，斯特雷，特鲁斯卡韦茨和加里宁格勒等国际目的地。4]
波兰巴人士的票价至少从zł1开始（每张票另加zł1预订费），并使用超級巴士（Megabus）采用的城際巴士服務收益管理模式。